# Громов Сергій Олександрович
Сергі́й Олекса́ндрович Гро́мов (18 березня 1903, місто Санкт-Петербург, тепер Російська Федерація — ?) — радянський діяч, директор державного авіаційного заводу № 29 імені Баранова міста Запоріжжя. Кандидат у члени ЦК КП(б)У в травні 1940 — січні 1949 року. 

## Життєпис
З квітня 1918 року служив у Червоній армії, учасник громадянської війни в Росії. У листопаді — грудні 1919 року — політичний керівник (політрук) роти 156-го стрілецького полку 7-ї армії. З грудня 1919 по травень 1920 року — в Петроградському укріпленому районі РСЧА. Член РКП(б).
Освіта вища. 
На 1938—1939 роки — начальник контрольного відділу державного авіаційного заводу № 26 імені Павлова міста Рибінська Ярославської області РРФСР.
На червень — жовтень 1940 року — директор державного авіаційного заводу № 29 імені Баранова міста Запоріжжя.
На 1941 рік — начальник дослідного виробництва Московського державного авіаційного заводу № 33 Народного комісаріату авіаційної промисловості СРСР у місті Молотові (Пермі).
На 1943—1945 роки — головний інженер Московського державного авіаційного заводу № 315 Народного комісаріату авіаційної промисловості СРСР.
Подальша доля невідома.

## Звання
- інженер-підполковник
- інженер-полковник

## Нагороди
- орден Леніна (20.06.1949)
- орден Червоного Прапора (3.11.1944)
- орден Вітчизняної війни ІІ ст. (16.09.1945)
- орден «Знак Пошани»
- орден Червоної Зірки (5.03.1939)
- медаль «За оборону Москви» (1.05.1945)
- медаль «За перемогу над Німеччиною у Великій Вітчизняній війні 1941—1945 рр.» (1945)
- медаль «За бойові заслуги» (28.10.1967)
- медалі